# Гомер Ян Гомерович
Ян Гомерович Гомер (груз. იან ჰომერის ძე ჰომერი 31 березня 1898, Париж — 12 листопада 1981, Тбілісі) — основоположник грузинського тенісу. Заслужений тренер Грузії, заслужений діяч фізкультури і спорту Грузії (1968).

## Життєпис
Батько — юрист, мати Єлизавета Боно-Грімальді — лінгвіст в області західноєвропейських мов. Сім'я Яна Гомера переїхала до Грузії на початку XX століття в місто Чиатура, де батько Яна почав працювати в англійській фірмі зі збагачення марганцевої руди «Forward and Salinas». У Чиатурі Ян Гомер почав грати в теніс і вже в 13 років став чемпіоном міста.
У 1916 році сім'я переїжджає в Тбілісі і поселяється на Михайлівському проспекті в будинку 117 (в даний час проспект Давида Агмашенебелі), де у дворі були розташовані три тенісних корти. У 1918 — 1927 роках Ян Гомер стає беззмінним чемпіоном Грузії, а в 1928 році, будучи граючим тренером, виводить збірну команду Грузії на друге місце на I Спартакіаді народів СРСР.
Ян Гомер виховав багатьох чудових тенісистів, але особливо слід відзначити багаторазових чемпіонів СРСР Едуарда Негребецького та Арчіла Мдівані . У 1937 році в Тбілісі приїжджає знаменитий французький тенісист Анрі Коше, який, прощаючись з Яном Гомером, подарував йому фото з автографом: «Витриманому і симпатичному професору тенісу з найкращими побажаннями — Анрі Коше».
У 1937 році сім'я Гомера була репресована — братів Марселя і Жоржа розстріляли, а Ян отримав 10 років таборів і 5 років заслання. Тільки в 1955 році Ян Гомер повернувся в Тбілісі, в 1956 році був реабілітований.
У 1998 році в зв'язку зі сторіччям Яни Гомера на будинку, де проживав маестро, була відкрита меморіальна дошка, а 2006 році був побудований тенісний стадіон JAN HOMER STADIUM.